# Арто, Натали
Натали Арто (фр. Nathalie Arthaud; род. 23 февраля 1970) — французский политик-троцкист, национальный представитель партии «Рабочая борьба» (фр. Lutte ouvrière, LO).

## Биография
Родилась в небольшой деревне Дром (Drôme) (муниципалитет Пейрен) в семье мелких торговцев. Покинула родные места для поступления в лицей Parc à Lyon, в это же время начала участвовать в работе партии «Коммунистический союз (троцкистский)», более известной как «Рабочая борьба». Получила образование по специальности «Экономика и управление» и право преподавания в средне-технических учебных заведениях. Имея такой диплом, она начинает преподавать. С точки зрения идей «Рабочей борьбы», такое занятие является первым шагом к переходу в класс буржуазии. Но как верный член «Lutte ouvrière», продолжает работу в профсоюзном движении, очень сдержана в личной жизни и ведет скромный образ жизни в небольшой квартире без показного богатства.

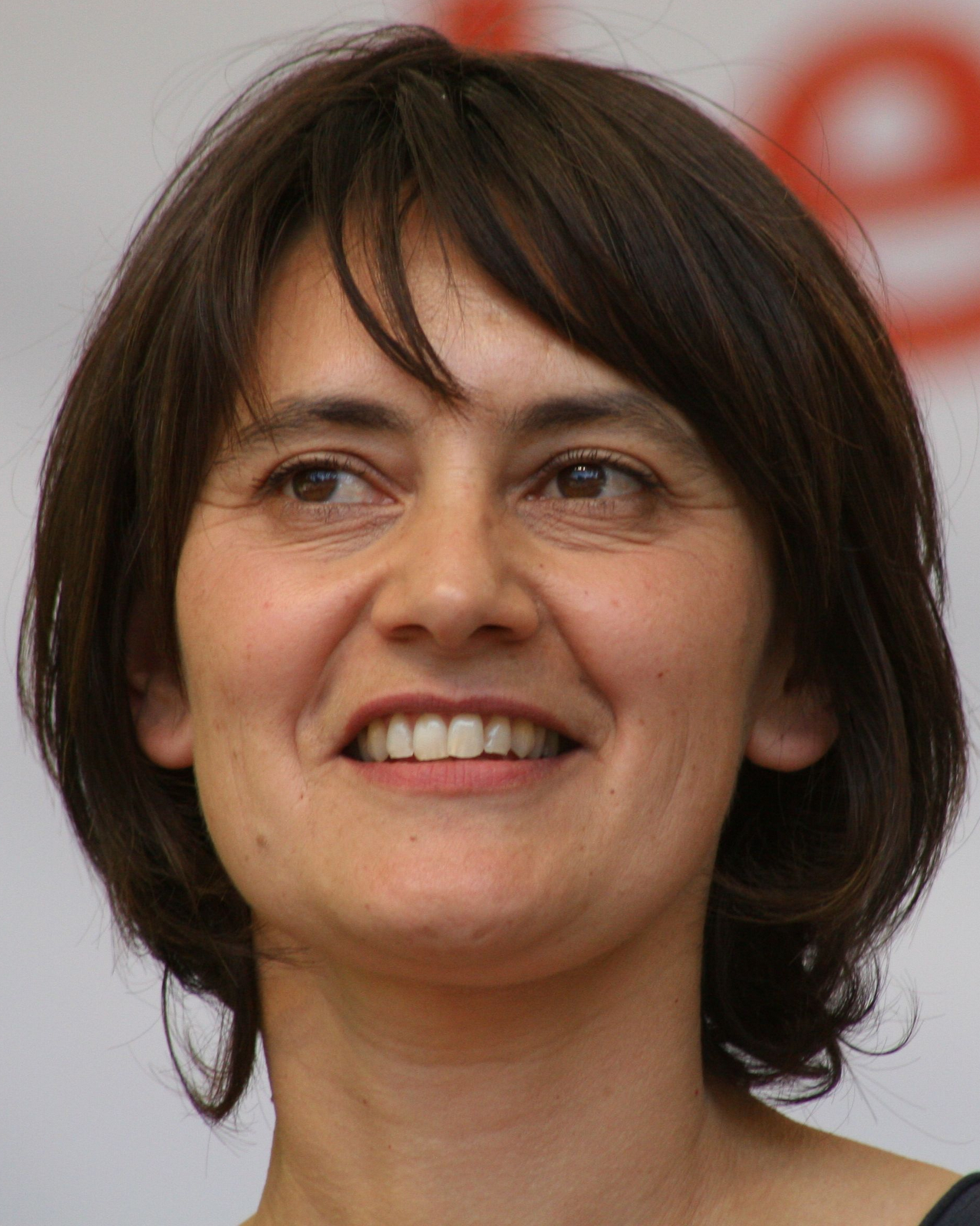
Натали Арто в 2012 году

Натали Арто впервые появилась на канале «France 2» в 2003 году в передаче журналиста Оливье Мазеролле (Olivier Mazerolle). Это было интервью по поводу протеста учителей против реформирования французской системы образования. К этому времени она была уже достаточно известна среди активистов «Рабочей борьбы», так как уже имела опыт на муниципальных выборах своего региона. На региональных выборах 2004 года она получила должность пресс-секретаря регионального отделения «Lutte ouvrière» в департаменте Рона.
Выдвигалась кандидатом на президентские выборы 2012, 2017 и 2022 годов.
В настоящее время является членом городского совета Вольс-ан-Велена (Vaulx-en-Velin) по делам молодежи.